# Maurice Ruah
Maurice Ruah (nació el 19 de febrero de 1971, en Caracas, Venezuela) es un exjugador de tenis profesional de Venezuela.

## Título ATP

### Dobles (1)
| Legend (Singles)       |
| Grand Slam (0)         |
| Tennis Masters Cup (0) |
| ATP Masters Series (0) |
| ATP Tour (1)           |

| N.º | Fecha                  | Torneos        | Superficie | Pareja        | Oponentes            | Resultado     |
| --- | ---------------------- | -------------- | ---------- | ------------- | -------------------- | ------------- |
| 1.  | 8 de noviembre de 1992 | Búzios, Brasil | Dura       | Mario Tabares | Mark Keil Tom Mercer | 7–6, 6–7, 6–4 |